# 伊奈波通站
伊奈波通站（日语：／ Inaba-dōri eki */?）是位於岐阜縣岐阜市矢島町，名古屋鐵道岐阜市內線本線（長良線）的電車站（廢站）。此站最接近伊奈波神社，從車站步行5分鐘即可到達。

## 歷史
在1911年，岐阜市內線的前身美濃電氣軌道開通時，首段開通區間為岐阜站前站至今小町站。同年10月，路線向岐阜舊城區本町延伸。在延伸區間中，開設了此站。後來由於汽車開始普及，使岐阜市內線的客量與業績不理想。隨著於1988年舉行岐阜中部未來博，為了避免阻礙市內的交通，把包含此站在內的徹明町站至長良北町站之間區間被廢除。而此站也同時被廢除。
- 1911年（明治44年）10月7日 - 美濃電氣軌道市內線今小町站（後來與泉町站合併）至本町站之間開通，此站啟用[6]。
- 1930年（昭和5年）8月20日 - 美濃電氣軌道與名古屋鐵道（第一代。同年中改名為名岐鐵道，在1935年起再改名為名古屋鐵道）合併。成為名古屋鐵道的岐阜市內線電車站[6]。
- 1988年（昭和63年）6月1日 - 岐阜市內線徹明町站至長良北町站之間廢除，此站也同時廢除[6]。

## 電車站構造
截至電車站廢除前，此站是地面車站，設有2面2線的相對式月台。電車站是建於在混合路權軌道上。此站沒有站房。此站靠近本町一方設有渡線，部分電車會於此站折返。

### 配線圖
| ← 本町方向      | 伊奈波通站 站內配線略圖 | → 徹明町方向 |
| 图例 参考文献： |                         |              |

## 其他
- 在岐阜市內線本線中，此站以北區間（本町站至材木町站至長良橋站之間）設有曲柄狀的急彎（彎位半徑為40至60米），大型電車不可駛入該區間[8]。而大部分駛往長良北町站的電車都是Mo550形（日语：名鉄モ550形電車）。大型電車可於伊奈波通站折返，因此Mo570形（日语：名鉄モ570形電車）會駛入此站。
- 當舉行全國選拔長良川中日煙花大會（日语：全国選抜長良川中日花火大会）（7月最後的星期六）和長良川全國煙花大會（日语：長良川全国花火大会）（8月第一個星期六）之際，伊奈波通站至長良北町站之間會暫停營業。所有電車需要在伊奈波通站折返。當時由於需要運送大量乘客，因此會增加班次，同時會使用Mo590形（日语：名鉄モ590形電車）與Mo580形（日语：名鉄モ580形電車）大型電車。

## 相鄰電車站
名古屋鐵道
岐阜市內線
大學醫院前－伊奈波通－本町

## 注腳
1. ↑  . 鄉土出版社. 1997: 31. ISBN 4-87670-097-4.
2. ↑  . 鄉土出版社. 1997: 66–67. ISBN 4-87670-097-4.
3. ↑  . 鄉土出版社. 1997: 21. ISBN 4-87670-097-4 （日语）.
4. ↑  . 鄉土出版社. 1997: 23–25. ISBN 4-87670-097-4 （日语）.
5. ↑  名古屋鉄道広報宣伝部（編）. . 名古屋鐵道. 1994: 571 （日语）.
6. 1 2 3  . 鄉土出版社. 1997: 218–230. ISBN 4-87670-097-4 （日语）.
7. ↑  電氣車研究會，《鐵道畫刊》通卷第473號 1986年12月 臨時增刊号 「特集 - 名古屋鐵道」，附圖「名古屋鐵道路線略圖」
8. ↑  . 名鉄のオススメ. 名古屋鉄道.   [2016-07-09]. （原始内容存档于2021-09-28） （日语）.